# Christian August Fischer
Christian August Fischer, né le 29 aout 1771 à Leipzig et mort le 14 avril 1829 à Mayence, est un écrivain voyageur saxon.

## Biographie
Après avoir étudié à l’université de Leipzig, de 1788 à 1792, Fischer a visité, à la fin de ses études, différentes villes d’Europe, avant de retourner, en 1799, à Dresde, où il est entré dans l’enseignement et a publié certains de ses carnets de voyage. Il a ainsi documenté un voyage qu’il a effectué d’Amsterdam via Madrid et Cadix dans les années 1797 et 1798. Il a également consacré une monographie à un voyage à Valence.
En 1804, il est devenu professeur de littérature à Würzburg. Nombre de ses œuvres de voyage ont été prises en compte par les érudits spécialistes des coutumes espagnoles de la fin du XVIIIe siècle.
Il a été marié pendant sept mois, en 1808-09, à l’écrivaine féministe Caroline Auguste Fischer (en).

## Principales publications
- (de) Reise von Amsterdam über Madrid und Cadiz nach Genua in den Jahren 1797 und 1798. Nebst einem Anhange über das Reisen in Spanien. Berlin, Johann Friedrich Unger 1799. (réimp. de Christian von Zimmermann, Heidelberg, Palatina Verlag 1998.) – éd. française, Voyage en Espagne, aux années 1797 et 1798 (…). Trad. Ch. Fr. Cramer. 2 vol. Paris, Duchesne & Leriche, 1801 (an IX). Trad angl : Travels in Spain in 1797 and 1798. Londres, T. N. Longman & O. Rees, 1802.
- (de) Reiseabentheuer. Hg. von Christian August Fischer. 2 vol. Dresde, Heinrich Gerlach 1801. Eine Zweyte verbesserte Auflage erschien 1805 in Leipzig bei Heinrich Gräff. Auch gedruckt als Christian August Fischer's Reiseabentheuer in zwei Bändchen, Reutlingen, In Commission bei der I.I. Mäcken'schen Buchhandlung, 1802.
- (de) Gemälde von Valencia. Éd. Christian August Fischer. 2 vol. Leipzig, Heinrich Gräff, 1803. Eine englische Übersetzung, übertragen von Frederic Shoberl, paru en 1809 sous le titre A Picture of Valencia, Taken on the Spot (…) Londres, Henry Colburn.
- (de) (pseud. Christian Althing), Hannchens Hin-und Herzüge, nebst der Geschichte dreyer Hochzeitsnächte. 3 vol. Dresde, 1800. Im Jahr 1807 erschienen als Erotische Schriften. t. 1 : Hannchens Hin- und Herzüge nebst der Geschichte dreyer Hochzeitsnächte. Zweyte verschönerte Auflage. Mit einem Kupfer. Leipzig, In Commission bei Heinrich Gräff, 1807. Les 2e et 3e volumes ont été imprimés la même année sous le titre Hannchens Hin- und Herzüge nebst der Geschichte dreyer Hochzeitsnächte.
- (de) ⟨pseud. Felix von Fröhlichsheim⟩, Katzensprung von Frankfurt a.M. nach München im Herbste 1820. Leipzig, Johann Friedrich Hartknoch, 1821.
- (de) Hyacinthen in meinem Kerker gezogen, Francfort-sur-le-Main, J. D. Sauerländer, 1824.
- (de) Ueber Collegien und Collegienhefte. Oder Erprobte Anleitung zum zweckmäßigsten Hören und Nachschreiben sowohl der Academischen als der höheren Gymnasial-Vorlesungen, Bonn, T. Habicht, 1826.